# Lara Andriessen
Lara Petra Andriessen, geb. Range (* 1. April 1956 in Berlin-Wedding; † 3. September 2011 in Pirna), war eine deutsche Schriftstellerin. Bekannt wurde sie besonders mit autobiografischen Texten, in denen sie die Erlebnisse aus ihrer Vergangenheit zu verarbeiten versuchte.

## Leben
Lara Andriessen wurde 1956 als Tochter eines Polizeibeamten und einer Angestellten geboren. Sie hat eine ältere Schwester und einen jüngeren Bruder. In ihrer Biografie beschreibt sie, unter ihrem übergriffigen und gewalttätigen Vater gelitten zu haben. Sie habe mit acht Jahren einen Suizidversuch unternommen und sei mit Dreizehn von zu Hause ausgerissen, lebte einige Zeit als Straßenkind in Berlin, wurde von ihren Eltern bei der Polizei abgeholt und in ein Heim für schwer erziehbare Mädchen gebracht, aus dem sie schließlich ausbrach.
Als Fünfzehnjährige verließ sie endgültig ihr Elternhaus. Während ihrer dreijährigen Ausbildung zur Krankenschwester war sie mit einem Bauunternehmer zusammen, aber die Beziehung endete in einem Drama voller Eifersucht, Alkohol und Prügelei. Der Mann wurde vom Gericht zu drei Jahren und zwei Monaten Haft ohne Bewährung verurteilt.
Mit siebzehn zog sie von Berlin in die Pfalz und arbeitete als Edelprostituierte. Ein reicher Freier namens Carl beendete ihren Beruf und heiratete sie 1976. Dieser Ehe, die 1995 geschieden wurde, entstammen drei Kinder. Von 1997 bis 2001 machte sie eine Ausbildung in Reiki.
Über einen ihrer Söhne, der wie seine Mutter in einer Vergewaltigung gezeugt worden sein soll, berichtete sie in dem Buch Das selbst gewählte Exil. Der Junge ist Autist.
Lara Petra Andriessen starb im September 2011 im Alter von 55 Jahren.

## Werke
- Verdauung der Masken. Erzählung. Körbel, Worms 1998, ISBN 3-933302-00-5
- Feee. Märchen, Erzählungen und Gedichte von Kindern, Jugendlichen und Erwachsenen für Kinder, Jugendliche und Erwachsene. Körbel, Worms 1998, ISBN 3-933302-01-3
- Mondträume. Gedanken und Träume. Körbel, Worms 1999, ISBN 3-933302-03-X
- Sternenträume. Fabeln, Märchen und Geschichten. Körbel, Worms 1999, ISBN 3-933302-04-8
- Das selbst gewählte Exil. Erfahrungen mit einem autistischen Kind. Becker, Kirchhain 2002, ISBN 3-929480-60-3
- Blutiger Sonnenaufgang. Missbraucht – und geliebt. Ein Mädchenschicksal. Becker, Kirchhain 2002, ISBN 3-929480-25-5
- Die Faust des Märchenprinzen. Tatsachenroman. Becker, Kirchhain 2004, ISBN 3-929480-27-1
- Offene Lippen. Bekenntnisse einer Edel- und Promi-Hure. Fischer, Aachen 2005, ISBN 3-89514-533-5
- Sei still, kleine Prinzessin. Lolita, missbraucht und geliebt. Tatsachenroman. SDG, Kriens 2006, ISBN 3-908261-23-6